# Bothrops insularis
Bothrops insularis este o specie de șerpi din genul Bothrops, familia Viperidae, descrisă de Ayrton Amaral în anul 1921. Conform Catalogue of Life specia Bothrops insularis nu are subspecii cunoscute.